# The Mystery of Dead Man's Isle
The Mystery of Dead Man's Isle è un cortometraggio muto del 1915 diretto da Giles Warren.

## Produzione
Il film fu prodotto dalla Selig Polyscope Company.

## Distribuzione
Distribuito dalla General Film Company, il film - un cortometraggio in una bobina - uscì nelle sale cinematografiche statunitensi il 30 giugno 1915.
Dal 2013, il film è nel catalogo della Harpodeon.